# Metagenes (Komödiendichter)
Metagenes (altgriechisch Μεταγένης Metagénēs) war ein griechischer Dichter der Alten Komödie. Er war ein Zeitgenosse der Komödiendichter Aristophanes, Phrynichos und Platon. Von seinen Stücken sind nur Fragmente und einige Titel erhalten. In den Poetae Comici Graeci finden sich 20 Fragmente gesammelt.
In den Thuriopersai machte er sich über das Schlaraffenleben der Bewohner von Thurioi lustig.